# Орел Степан Федорович
Орел Степан Федорович (нар. 1913 — пом. 17 березня 1945) — стрілець 1069-го стрілецького полку 311-ї стрілецької дивізії 61-ї армії 1-го Білоруського фронту, червоноармієць. Герой Радянського Союзу (1945).

## Біографія
Народився у 1913 році в селі Благодатне Єлисаветградського повіту Херсонської губернії у селянській родині. Українець. Після смерті батьків у 1921 році переїхав до родичів у село Надеждівка Барвінківського району Харківської області. Закінчив початкову школу, працював у колгоспі.
У 1941 році призваний до РСЧА. Воював на Південному та Південно-Західному фронтах. У 1942 році був поранений, потрапив у полон. У 1943 році здійснив втечу з полону, перебував на окупованій території. У липні 1944 року повторно призваний до Червоної Армії.
У складі 61-ї армії 1-го Білоруського фронту брав участь у боях на території Польщі по знищенню оточеного ворожого угруповання в районі міста Шнайдемюль. За ці бої був нагороджений орденом Червоної Зірки.
Особливо відзначився під час проведення Східно-Померанської наступальної операції та при знищенні Штеттинського угруповання ворога. В бою за населений пункт Хьокендорф (8 км південно-східніше Щецина) 17 березня 1945 року червоноармієць С. Ф. Орел вогнем з автомата знищив близько 20 гітлерівців, забезпечивши просування вперед своєї роти. Під час контратаки ворога при підтримці танків і самохідних гармат виникла загроза прориву оборони 1069-го стрілецького полку. Разом зі своїм відділенням С. Ф. Орел займав оборону в одному з будинків. Колона ворожої техніки рухалась вузькою вулицею селища. Червоноармієць С. Ф. Орел кинув зв'язку гранат під головний танк і підірвав його, але сам був вбитий кулеметною чергою. Танкову колону ворога було зупинено.
Похований 18 березня 1945 року в селі Хексиндорф (15 км південно-східніше міста Щецин). Згодом перепохований на меморіальному військовому цвинтарі в місті Щецин (квартал В, ряд 3, могила 40).
Указом Президії Верховної Ради СРСР від 31 травня 1945 року за зразкове виконання бойових завдань командування на фронті боротьби з німецько-фашистськими загарбниками та виявлені при цьому відвагу і героїзм червоноармійцю Орлу Степану Федоровичу присвоєне звання Героя Радянського Союзу (посмертно).

## Нагороди
- Медаль «Золота Зірка» Героя Радянського Союзу (31.05.1945);
- Орден Леніна (31.05.1945);
- Орден Червоної Зірки (08.02.1945).